# Ainārs Kovals
Ainārs Kovals (Letonia, 21 de noviembre de 1981) es un atleta letón, especializado en la prueba de lanzamiento de jabalina en la que llegó a ser subcampeón olímpico en 2008.

## Carrera deportiva
En los JJ. OO. de Pekín 2008 ganó la medalla de plata en el lanzamiento de jabalina, con una marca de 86.64 m, quedando tras el noruego Andreas Thorkildsen que con 90.57 metros batió el récord olímpico, y por delante del Tero Pitkämäki (bronce con 86.16 m).